# Ceratonereis monronis
Ceratonereis monronis är en ringmaskart som först beskrevs av Westheide 1977.  Ceratonereis monronis ingår i släktet Ceratonereis och familjen Nereididae. Inga underarter finns listade i Catalogue of Life.